# Elizabeth Asiedu

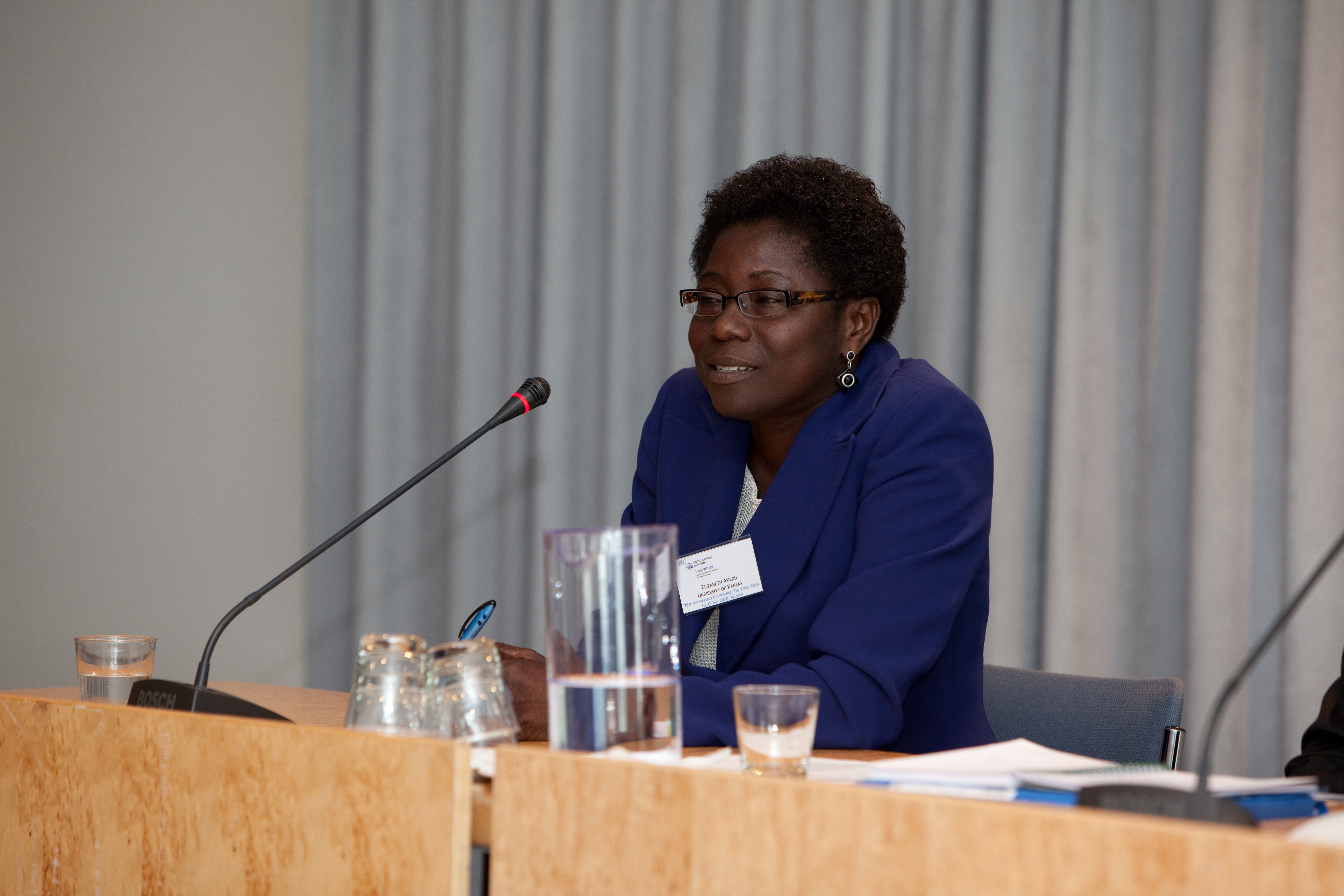
Elizabeth Asiedu (2010)

Elizabeth Asiedu (* im 20. Jahrhundert) ist eine ghanaische Wirtschaftswissenschaftlerin und Hochschullehrerin.

## Werdegang
Asiedu studierte Mathematik und Informatik an der University of Ghana, wo sie 1988 als Bachelor of Science graduierte. Anschließend setzte sie ihr Studium in den Vereinigten Staaten fort und schloss an der University of Illinois at Urbana-Champaign 1992 zunächst je ein Masterstudium in Mathematik und 1994 in Wirtschaftswissenschaft ab, ehe sie 1998 ihr Ph.D.-Studium in Wirtschaftswissenschaft erfolgreich beendete. Anschließend ging sie zunächst als Assistant Professor und ab 2004 Associate Professor an die University of Kansas, an der sie 2012 zur ordentlichen Professorin berufen wurde. 2021 folgte sie einem Ruf der Howard University.

## Forschung und Lehre
Asiedus Forschungsschwerpunkte liegen im Bereich der Entwicklungsökonomie vor allem rund um ausländische Direktinvestitionen sowie Auslandshilfen insbesondere für afrikanische Länder sowie feministische und Gender-Fragestellungen der Ökonomie. Im März 2012 gründete sie die Association for the Advancement of African Women Economists. Zwischen 2011 und 2013 war sie Präsidentin der African Finance Economic Association.
2009 bis 2011 war Asiedu Mitherausgeberin des Journal of African Economies, seit 2013 respektive 2014 sitzt sie im Herausgeberboard des Journal of African Trade bzw. Journal of African Development.